# Jarabina
Jarabina (in ungherese Berkenyéd, in tedesco Girm, in polacco Jarzembina) è un comune della Slovacchia facente parte del distretto di Stará Ľubovňa, nella regione di Prešov.